# 道 (ローマ帝国)
道（どう、古典ラテン語：praefectura praetorio プラエフェクトゥラ・プラエトーリオー、ギリシア語：ἐπαρχότης τῶν πραιτωρίων, eparkhotēs tōn praitōriōn または ὑπαρχία τῶν πραιτωρίων, hyparkhia tōn praitōriōn）とは、帝政後期のローマ帝国における最大の行政区画である。中分類の管区や小分類の属州よりも上位に位置づけられていた。その統治にはプラエフェクトゥス・プラエトリオ（道長官）が当たる。「行政区」「道管区」と訳されることもある。
道が創設されたのはコンスタンティヌス1世の治世である。4世紀の後半にほぼ最終的な形となり、7世紀に東ローマ皇帝のヘラクレイオスの改革によって道の権限が縮小され、イスラーム帝国の侵略を受けてテマ制が導入されるまで存続した。道が持つ行政機構としての要素は東ローマ帝国の9世紀前半の文献によって残されている。

## 歴史

### コンスタンティヌスの改革まで

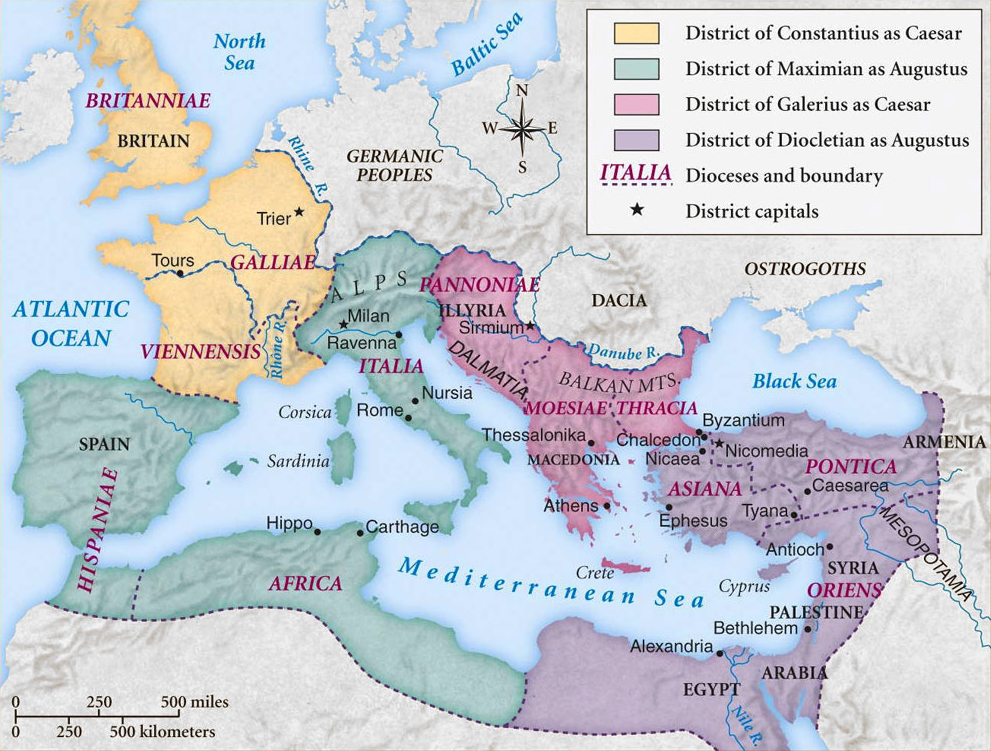
テトラルキア体制下のローマ帝国
管区と4人の皇帝の支配領域を示している

道の統治を行うプラエフェクトゥス・プラエトリオの職務には長い歴史があり、ローマ帝国成立まで遡る。初めは、プラエフェクトゥス・プラエトリオの権限を持つ者（定員2名）はプラエトリアニ（親衛隊）の指揮官であった。しかし、徐々に皇帝の補佐官の筆頭となり、行政・司法面でも大きな責任を担うようになった。特定の領域における非軍事的な行政官の長へと変質していった正確な過程は、いまだに不明確である。5世紀末～6世紀初頭の歴史家ゾシモス (Zosimus) に基づいたよくある誤解は、「コンスタンティヌス1世が一定の領域の統治のため、318年あるいはリキニウスに勝利した後の324年に道を制定した」というものである。
テトラルキア体制下では、皇帝の権限を持つものは、2人の上位の皇帝（正帝）と2人の下僚（副帝）に増員されていた。その間、プラエフェクトゥス・プラエトリオは2人だけ存在したことを示す文献が残っている。おそらく、それぞれ正帝に割り当てられていたのだろう。
この段階では、プラエフェクトゥス・プラエトリオの権限はいまだ絶大なものであった。A.H.M.ジョーンズの言葉を借りれば、「大宰相の王にして皇帝の腹心。軍事と司法、財政と一般行政など、政府のほとんどの分野で幅広く権限を振るった。彼は皇帝の補佐官の長であり、副司令官であり、そして主計総監であった」。305年にディオクレティアヌスが退位した後は、皇帝間で内戦が勃発し、それぞれが自分のプラエフェクトゥス・プラエトリオを任命した。このパターンは、リキニウスとコンスタンティヌス1世が帝国を二分する間も続いた。
コンスタンティヌスがリキニウスに勝利し自らの支配の下に帝国を統一した後、プラエフェクトゥス・プラエトリオの職務は変容する。純粋に軍事的な公職マギステル・ペディトゥム（magister peditum, 歩兵長官）とマギステル・エクィトゥム（magister equitum, 騎兵長官）の創設により、プラエフェクトゥス・プラエトリオの職務から軍事的な要素は取り除かれた。そして、宮廷の官僚社会と行政事務一般における強力な長であるマギステル・オフィキオルム（magister officiorum, 行政長官）の確立が、プラエフェクトゥス・プラエトリオと均衡する勢力を生み出した。こうした改革は、プラエフェクトゥス・プラエトリオの広範な職務を支えられる官吏の不足と、その強大すぎる権限が引き起こす皇帝権力への抵抗の可能性を抑制したいという要請が生んだ結果である。皇帝に次ぐ位置という帝国のヒエラルキーにおける最上級の地位は保持していたが、プラエフェクトゥス・プラエトリオの職務は、結果として純粋に民政上のものへと転換された。
そのほかのテトラルキア体制下の慣例からの変更点としては、プラエフェクトゥス・プラエトリオ権限保持者の増員が挙げられる（332年頃には5人存在したことが確認されている）。これはおそらく、コンスタンティヌスが、自分の死後に皇帝権を4人の息子で分割することを考え、それぞれに統治する固有の領土を与えたことと関連している。後の道長官の起源は、ここに見いだせるだろう。

### コンスタンティヌスの死後

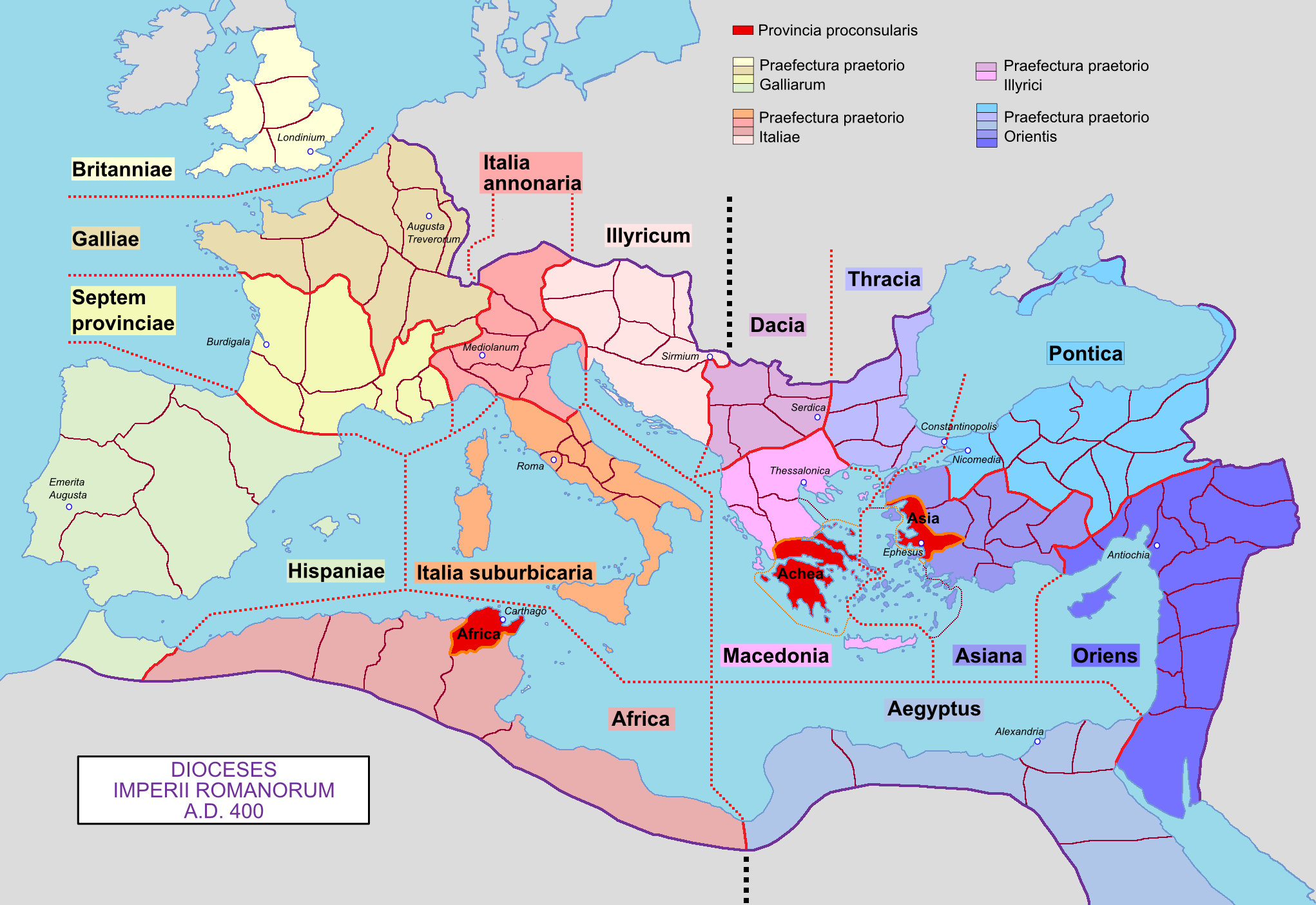
『ノティティア・ディグニタトゥム』に示されるローマ帝国の4道（400年頃）

337年のコンスタンティヌスの死後、3人の息子は帝国を分割し、新しい皇帝は各々プラエフェクトゥス・プラエトリオ（道長官）を配下に置いた。この区分は徐々に変化し、後に恒久化する道の最初の形となった。
道の成立当初
| ガリア道 - ブリタンニア管区 - ガリア管区 - ウィエネンシス管区 - ヒスパニア管区 | イタリア、イリュリクムおよびアフリカ道 - イタリア管区 - イタリア食糧供給区 - イタリア首都近郊区 - パンノニア管区 - ダキア管区 - マケドニア管区 - アフリカ管区 | オリエンス道 - トラキア管区 - アシア管区 - ポントゥス管区 - オリエンス管区 |

4道の確立以後
| ガリア道 - ブリタンニア管区 - ガリア管区 - ウィエネンシス管区 - ヒスパニア管区 | イタリア道 - イタリア管区 - イタリア食糧供給区 - イタリア首都近郊区 - イリュリクム管区 - アフリカ管区 | イリュリクム道 - ダキア管区 - マケドニア管区 | オリエンス道 - トラキア管区 - アシア管区 - ポントゥス管区 - オリエンス管区 - アエギュプトゥス管区 - 367年にオリエンス管区から分離 |

356年 - 357年に実施されたイリュリクム道（パンノニア管区、ダキア管区、マケドニア管区）の分離とともに、5世紀初頭の『ノティティア・ディグニタトゥム』に記載される状況はほぼ確立された。イリュリクム道の一時廃止はあったものの、379年に行われたパンノニア管区のイタリア道への移転および「イリュリクム管区」への改称がほとんど唯一の大きな変化であった。イタリア管区は、実際には北部の食料供給区（Italia annonaria）と南部の首都近郊区（Italia suburbicaria）の2つに分けられていた。
各管区には管区代官（ (vices agens praefectorum praetorio) , 道長官代理）が配置されていたが、ガリア管区およびダキア管区は道長官の所在地だったため、代官は置かれなかった。イタリア道長官がメディオラヌムに滞在する間はイリュリクム管区代官はシルミウムに駐在するよう指示され、逆に道長官がシルミウムに滞在する間は、イリュリクム管区代官は置かれず、道長官に代わってメディオラヌムに駐在する代官が任命された。また、オリエンス管区には例外的に総監 (comes) が置かれた。

### 東西分裂後
5世紀のうちに、西ローマ帝国はいわゆるゲルマン人の侵略を受けた。イタリア道は東ゴート王国が保有していたが、法令上はなお帝国の一部であり、東ゴート王テオドリックは510年に征服したガリアの一部にガリア道を再建した。アフリカ方面は、東ローマ帝国がヴァンダル戦争（533年 - 534年）を経て奪回した後、ユスティニアヌス1世によって属州が新たにアフリカ道へとまとめられた。アフリカ道は後にアフリカ総督府に再編される。同様にイタリア道も、ゴート戦争（534年 - 554年）に勝利した後に再建され、ラウェンナ総督府へと発展した。
東ローマでは、ウマイヤ朝の侵入で東方属州の大半を失陥し、スラヴ人の侵入によってバルカン半島を失い、テマ制が導入されることとなった7世紀半ばまで、道は機能し続けた。しかしそれまでの間に、道長官はヘラクレイオスの改革によって、傘下の財務局の一部を奪われ、ロゴテテス (Logothete) の下で独立した部局となっていた。
道という行政区画の終焉は、629年の法によって直接証明されている。ただし、一部の研究者によればシステムの痕跡は9世紀まで存続したという。エルンスト・シュタインは、イリュリクム道のいくつかの面はテッサロニキの統治に生きていたと論証している。また、ジョン・ハルドンは印章学 (Sigillography) 上の証拠とタクティカ (Tactica) の記述に基づき、840年代までのテマ制の初期の文官の属州統治の中に道のシステムは存続していたと立証している。

## 道長官の権限

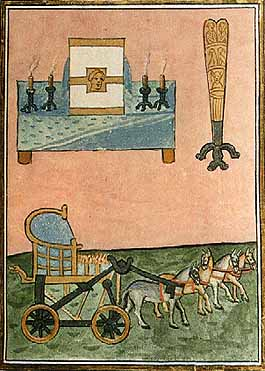
The insignia of the praetorian prefect of Illyricum, as depicted in the Notitia Dignitatum: the ivory inkwell and pen case (theca), the codicil of appointment to the office on a blue cloth-covered table, and the state carriage.

元々は、プラエフェクトゥス・プラエトリオはエクィテスの中から選ばれていたが、コンスタンティヌスの改革によって元老院議員が充てられるようになる。その結果、同時代の文筆家が「最高位の公職」と書き残すほどに、プラエフェクトゥス・プラエトリオ（道長官）が持つ威光と権限は高まった。東西分割後の帝国においては、宮廷所在地であったオリエンス道とイタリア道の長官が皇帝の腹心として上位に位置し、イリュリクム道とガリア道の長官は下位に置かれた。
道長官は、道内の属州の行政機構のほとんどの面に対する幅広い権限を持っていた。比肩しうる権力を有したのは、マギステル・オフィキオルムだけであった。道長官は、セプティミウス・セウェルスの治世から最高位の行政官・司法官としての職務を遂行し、そして財務長官として国家予算を担当していた。司法官としては皇帝の代わりに判決を下す権利（vice sacra）を持っていたが、その判決は下位の総督が下すものと異なり控訴不能であった。
道長官の担当分野は大きく2つに分けられる。一方は、行政・司法上の業務を監督するスコラ・エクスケルプトルム（schola excerptorum）。もう一方は、財務部門を監視するスクリニアリイ（scriniarii）である。